# Amegilla samarensis
Amegilla samarensis es una especie de abeja excavadora perteneciente al género Amegilla, categorizada en la tribu Anthophorini, de la subfamilia Apinae.
Fue descrita científicamente por el naturalista inglés Theodore Dru Alison Cockerell en 1925. Aparece registrada y publicada en una sección de Bees from Samar, Philippine Islands. The Philippine Journal of Science, Vol. 27, No. 2 de 1925.

## Distribución
La especie se distribuye por Asia, en Indonesia, Filipinas y Tailandia.